# Coleophora frankii
Coleophora frankii é uma espécie de mariposa do gênero Coleophora pertencente à família Coleophoridae.